# Havana (Illinois)
Havana település az Amerikai Egyesült Államok Illinois államában, Mason megyében, melynek megyeszékhelye is. Lakosainak száma 2963 fő (2020. április 1.).

## Népesség
A település népességének változása:

| 2010 | 3 301 |
| 2020 | 2 963 |